# Tienkung–2
A Tienkung–2 (天宫二号, Tiāngōng èrhào, jelentése: „Mennyei Palota–2”) a második kínai kísérleti űrállomás, melyet 2016. szeptember 15.-én állítottak pályára.
Kína terveiben a 2020-as évek elejére egy nagyobb, több modulból álló űrállomás létrehozása szerepel. Számos fejlesztést, a kísérleti lehetőségeket és az űrhajósok életkörülményeit komfortosabbá tevő berendezéseket is továbbfejlesztették. Elődjével ellentétben az új modult hajtóanyag-utántöltésre, teherűrhajó fogadására is felkészítették. Az űrállomás tervezett élettartama öt év volt. 2019. július 19-én az űrállomás ellenőrzött körülmények között a föld légkörébe lépett. Részei elégtek vagy a Csendes-óceánba csapódtak.

## Sencsou–11(神舟十一号,Shénzhōu–11)
A pályáján keringő űrállomást elsőként a Sencsou–11 (Shénzhōu–11) küldetés során közelítette embert szállító űrhajó. Október 18-án automatikus üzemmódban összekapcsolódott a két űreszköz. Néhány óra elteltével, a szükséges ellenőrzések és a légnyomás kiegyenlítése után Csing Haj-peng (Jing Haipeng) és Csen Tung (Chen Dong) átszálltak a Tienkung–2 (Tiāngōng èrhào) modulba, amelynek ők az első lakói. A dokkolás alatt viselt szkafandert kék kezeslábasra cserélték, majd először a parancsnok jutott át az űrállomásmodul belsejébe. Az összesen 33 napig tartó repülés több mint kétszer olyan hosszú lesz, mint az eddigi leghosszabb időtartamú kínai űrrepülés.

## Tiencsou–1(天舟一号,Tiān Zhōu–1)
Az első kínai teherűrhajó 2017. április 22.-én kapcsolódott az űrállomáshoz. A Tiencsou–1 (Tiān Zhōu–1) összesen három dokkolási manővert hajtott végre a küldetés alatt, miközben üzemanyaggal töltötte fel az állomást. Szétválás után a teherűrhajó belépett a Föld légkörébe és elégett.